# Flavio Avieno
Flavio Avieno iunior (latino: Flavius Avienus iunior; fl. 501-509) è stato un politico bizantino.

## Biografia
Avieno apparteneva probabilmente alla gens Decia: era figlio di Cecina Decio Massimo Basilio (console nel 480), e fratello di Albino iunior (console nel 493), Teodoro (console nel 505) e Importuno (console nel 509).
Nel 501 esercitò il consolato avendo Flavio Pompeo come collega.
Fu corrispondente di Magno Felice Ennodio, dal quale ricevette una lettera nel 504.
Intorno al 507/509, Avieno e il fratello Albino avevano ottenuto il titolo di patricius; in questo periodo, a seguito della morte del loro padre, ricevettero la richiesta di subentrargli nel patronato del partito dei Verdi e di nominare un pantomimo.